# 文德奈姆站
文德奈姆站，是法国的一个铁路车站，位于法国下莱茵省文德奈姆市镇范围内，靠近斯特拉斯堡。

## 位置
文德奈姆站位于文德奈姆境内，距离斯特拉斯堡站以北11公里。车站大致呈南北走向，开口朝西。

## 车站现状
文德奈姆站是一个小站，配有一个自动售票机，但没有人工售票服务。
文德奈姆站是一个三站台4线的车站，其中靠近西侧的两根车道均没有列车停靠，只有东侧的铁路停靠"斯特拉斯堡—阿格诺"一线的列车，乘客需通过地下通道前往东侧的岛式站台候车。
法国高速铁路东线的上行方向由文德奈姆站北侧引出，而文德奈姆—斯特拉斯堡段则与既有线铁路共线，因此文德奈姆站也可以认为是法国高速铁路东线的实际终点。

## 停靠线路
以下列车线路在文德奈姆站停靠：
| 文德奈姆站列车线路表 |              |            |        |              |
| 线路                 | 车种         | 上一站     | 下一站 | 大致运行频率 |
| 斯特拉斯堡—阿格诺    | 法国大区列车 | 蒙多尔赛姆 | 厄尔特 | 每天20趟左右 |
| 斯特拉斯堡—维桑堡    | 法国大区列车 | 蒙多尔赛姆 | 厄尔特 | 每天4趟左右  |
| 斯特拉斯堡—尼德布龙  | 法国大区列车 | 蒙多尔赛姆 | 厄尔特 | 每天2趟左右  |
| 1.                   |              |            |        |              |

## 配套交通

### 城际客运
文德奈姆站对应的大巴车上下车地点位于车站门口。当某条铁路线施工或罢工时，SNCF也会提供途径该线路沿途站点的大巴车。

### 市内交通
文德奈姆站对应的公交车站名称为"Vendenheim Gare"，斯特拉斯堡公交71路停靠该站。

## 临近车站
| 文德奈姆站（Gare de Vendenheim）                                                   |                              |               |
| 上行车站                                                                           | 线路                         | 下行车站      |
| 斯特拉斯堡站⇐……⇐（起点）                                                           | 文德奈姆－维桑堡铁路         | →厄尔特站     |
| 斯特凡斯费尔德站←                                                                  | 巴黎－斯特拉斯堡铁路         | ⇒蒙多尔赛姆站 |
| 洛林TGV站←                                                                         | 法国高速铁路东线（二期工程） | ⇒斯特拉斯堡站 |
| - 注："⇐"或"⇒"为共线路段；灰色字体为非本线车站或路段。本表仅显示运营中的线路及车站 |                              |               |